# João de Ceita Nazaré
João de Ceita Nazaré (* 22. August 1973 in Trindade) ist ein são-toméischer römisch-katholischer Geistlicher und Bischof von São Tomé und Príncipe.

## Leben
João de Ceita Nazaré trat in das Priesterseminar in Lissabon ein, studierte Philosophie und Theologie und empfing am 4. August 2006 das Sakrament der Priesterweihe für das Bistum São Tomé und Príncipe. Nach weiteren Studien erwarb er ein Lizenziat in Theologie an der Katholischen Universität Portugal und einen weiteren Abschluss für das Lehramt sowie in portugiesischer Literatur am Polytechnischen Institut in Bragança.
Von 2007 bis 2016 war er Pfarrer und von 2010 bis 2022 Verantwortlicher für die Diözesancaritas und den Bistumssender Radio Jubilar sowie Dozent an der Universidade de São Tomé e Príncipe. Außerdem war er in dieser Zeit Generalvikar des Bistums. Ab 2016 war er Dompfarrer an der Kathedrale Nossa Senhora da Graça. Nach dem Rücktritt von Bischof Manuel António Mendes dos Santos CMF im Juli 2022 war er ständiger Vertreter des Apostolischen Administrators.
Papst Franziskus ernannte ihn am 9. Januar 2024 zum Bischof von São Tomé und Príncipe. Der scheidende Apostolische Nuntius in São Tomé und Príncipe, Erzbischof Giovanni Gaspari, spendete ihm am 17. März desselben Jahres neben der Kathedrale Nossa Senhora da Graça in São Tomé unter freiem Himmel die Bischofsweihe. Mitkonsekratoren waren der Erzbischof von Saurimo, José Manuel Imbamba, und sein Amtsvorgänger Manuel António Mendes dos Santos CMF.